# هارولد والدن
هارولد والدن (انگلیسی: Harold Walden؛ ۱۰ اکتبر ۱۸۸۷ – ۲ دسامبر ۱۹۵۵) یک بازیکن فوتبال اهل بریتانیا بود.